# Raven Baxter
Raven Lydia Baxter eller blot kaldet Rae er en fiktiv figur i Disney Channels tv-serie That's So Raven. Hun spilles af Raven-Symoné.

## Baggrund
Raven er en pige som har clairvoyante kræfter – hun kan se ind i fremtiden – og hendes overnaturlige kræfter er kommet fra hendes mors side. Hun prøver næsten altid på at ændre på fremtiden, men har dog ikke altid ret i sine syner. Hun er desuden modedesigner. Hendes bedste venner er Eddie Thomas og Chelsea Daniels. 
Når Raven får et syn går hun i står og stirrer. Raven ser altid sit syn med sit højre øje. Hun har ingen kontrol over sine syner. Raven får altid sine syner, når hun tænker på et eller andet, som har med synet at gøre. Ravens bedstemor, Vivian, er også synsk, men det er hendes mor ikke. Der er blevet sprunget en generation over. Hendes bror, Cory, er heller ikke synsk, fordi det kun er kvinderne i familien kan blive synske. Teknisk set bliver Ravens datter ikke synsk, men hendes barnebarn gør, hvis det vel at mærke bliver en pige.